# Будешть (Арад)
Будешть, Будешті (рум. Budești) — село у повіті Арад в Румунії. Входить до складу комуни Плешкуца.
Село розташоване на відстані 349 км на північний захід від Бухареста, 87 км на схід від Арада, 105 км на південний захід від Клуж-Напоки, 109 км на північний схід від Тімішоари.

## Населення
За даними перепису населення 2002 року у селі проживали 37 осіб, усі — румуни. Усі жителі села рідною мовою назвали румунську.